# Rémy Mahler

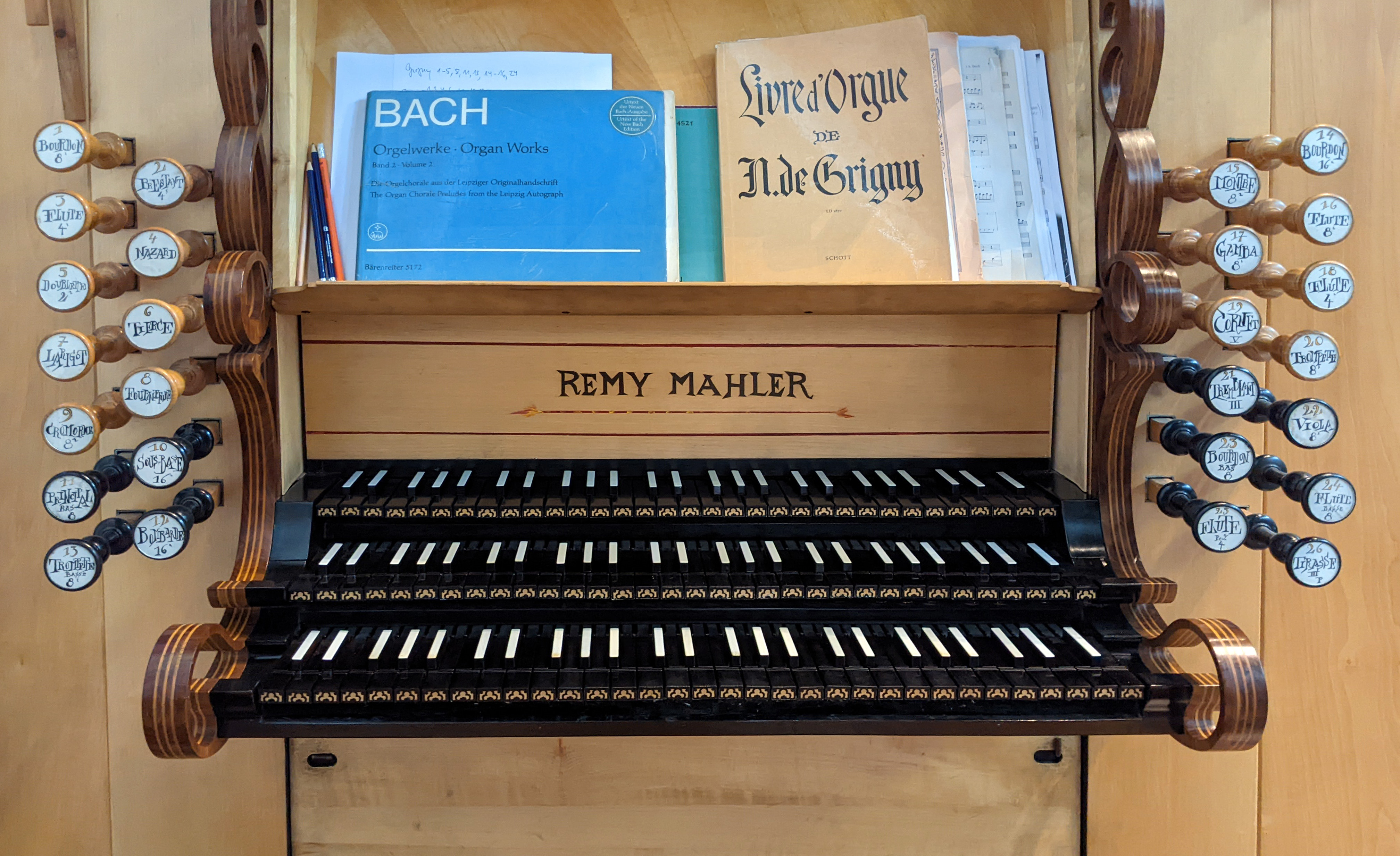
Spieltisch der Mahler-Orgel in der Stadtkirche Karlsruhe

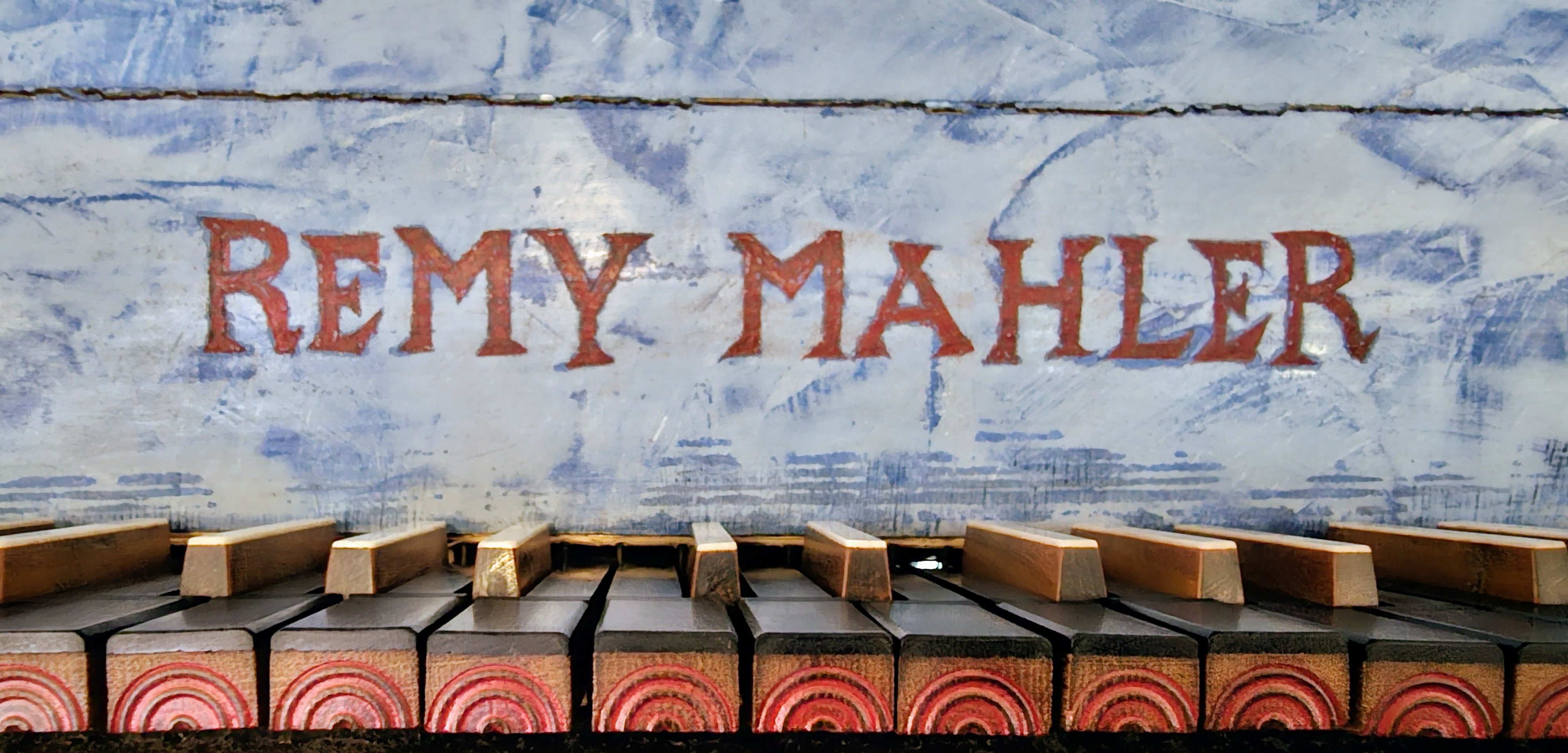
Erbauerschriftzug in Offenburg

Rémy Mahler (* 21. Dezember 1956 in La Walck) ist ein elsässischer Orgelbauer mit Sitz in Pfaffenhoffen. Er betreibt neben seiner Orgelbauwerkstätte auch ein Restaurant namens „Orgelstubb“.

## Leben
Rémy Mahler wurde als Sohn des Unternehmers Ernest Mahler und Élisabeth Frei in La Walck geboren. Er erlernte das Orgelbauerhandwerk ab 1976 bei Muhleisen in Straßburg und machte sich im Jahr 1985 mit seiner eigenen Orgelbauwerkstatt in Pfaffenhoffen selbstständig. Markenzeichen seiner Instrumente ist insbesondere eine außergewöhnlich dynamisch-organische künstlerische Gestaltung der Orgelprospekte sowie jeglicher Teile der Orgel.

## Werkliste (Auswahl)
Die Instrumente Mahlers besitzen häufig einige ausgewählte mechanische Transmissionen zwischen den einzelnen Klaviaturen. Die Gesamtregisterzahl ist deshalb stets inklusive Transmissionen angegeben, da deren genaue Anzahl im Einzelfall nicht immer bekannt ist.
| Jahr       | Ort                       | Gebäude                                                    | Bild | Manuale | Register | Bemerkungen |
| ---------- | ------------------------- | ---------------------------------------------------------- | ---- | ------- | -------- | --- |
| 1985       | Chambéry                  | Privatbesitz                                               |      | II/P    | 16       | Ursprünglich dreimanualig und in Paris aufgestellt. |
| 1987       | München-Giesing           | Archiconvent der Templer                                   |      | II/P    | 16       | Ursprünglich mit II/12 als transportables Konzertinstrument für einen Salon in München erbaut, später für das Templerkloster erworben und auf 16 Register erweitert. |
| 1987       | Berlin                    | Musikinstrumentensammlung Junghans-Neumayer                |      | II/p    | 7        | Pedal an das II. Manual angehängt |
| 1987       | Straßburg                 | Privatbesitz                                               |      | II/p    | 5        | |
| 1989       | Eschbach (Bas-Rhin)       | Saint-Martin                                               |      | II/P    | 15       | |
| 1989       | Straßburg                 | Truhenorgel                                                |      | I       | 3        | |
| 1990       | Hoffen                    | Privatbesitz                                               |      | I/p     | 3        | |
| 1991       | Ungersheim                | Saint-Michel                                               |      | II/P    | 26       | Neubau/Rekonstruktion der Hérisé-Orgel. |
| 1991       | Saint-Laurent-de-Neste    | Privatbesitz                                               |      | II/p    | 7        | |
| 1992       | Weisenheim am Berg        | Protestantische Kirche                                     |      | II/P    | 21       | |
| 1994       | Bretten                   | Kreuzkirche                                                |      | I/P     | 13       | Neubau/Rekonstruktion im historischen Gehäuse |
| 1995       | Offenburg                 | St. Josefsklinik                                           |      | II/P    | 19       | → Orgel |
| 1989       | Karlsruhe                 | Transportables Positiv 1 der Ev. Landeskirche in Baden     |      | I/p     | 3        | Diese Orgel besitzt zwei weitere baugleiche Schwesterinstrumente. |
| 1989       | Karlsruhe                 | Transportables Positiv 2 der Ev. Landeskirche in Baden     |      | I/p     | 3        | Diese Orgel besitzt zwei weitere baugleiche Schwesterinstrumente. |
| 1989       | Pfaffenhoffen             | Transportables Positiv im Atelier Mahler                   |      | I/p     | 3        | Diese Orgel besitzt zwei weitere baugleiche Schwesterinstrumente in Karlsruhe.                                                                                       |
| 1996       | Donaueschingen            | Christuskirche                                             |      | III/P   | 34       | |
| 1996       | Évreux                    | Conservatoire de Musique                                   |      | II/P    | 10       | |
| 1997       | Landau (Pfalz)            | St. Elisabeth                                              |      | II/P    | 24       | |
| 1998       | Kirrweiler (Pfalz)        | Kreuzerhöhung                                              |      | II/P    | 29       | 4 Transmissionen |
| 1999       | Saint-Étienne-de-Baïgorry | Saint-Étienne                                              |      | II/P    | 16       | |
| 2000       | Eschau (Bas-Rhin)         | Centre National de Formation d'Apprentis Facteurs d'Orgues |      | II/P    | 19       | 5 Transmissionen |
| 2003       | Suippes                   | Saint-Martin                                               |      | II/P    | 34       | |
| 2003       | Challans                  | Notre-Dame-de-l'Assomption                                 |      | II/P    | 33       | |
| 2005       | Karlsruhe                 | Stadtkirche (Chororgel)                                    |      | III/P   | 23       | 6 Transmissionen |
| 2004       | Neckarhausen              | Evangelische Kirche                                        |      | II/P    | 23       | |
| 2006       | Dorlisheim                | Eglise Protestante                                         |      | II/P    | 23       | 3 Transmissionen |
| 2006       | Dresden                   |                                                            |      | II/P    | 13       | |
| 2007       | Tours                     | Temple Réformée                                            |      | II/P    | 35       | |
| 2009       | Gent                      | Konzertsaal                                                |      | II/P    | 25       | |
| 2016       | Gravigny                  | Übeorgel                                                   |      | II/P    | 20       | |
| 2012-heute | Pluvigner                 | Saint-Guigner                                              |      | III/P   | ??       | Letztes und größtes Werk Rémy Mahlers. Die Orgel befindet sich seit 2012 sukzessive im Bau.                                                                          |